# Estação Chabacano
A Estação Chabacano é uma das estações do Metrô da Cidade do México, situada na Cidade do México, entre a Estação San Antonio Abad, a Estação Viaducto, a Estação Obrera, a Estação La Viga, a Estação Lázaro Cárdenas e a Estação Jamaica. Administrada pelo Sistema de Transporte Colectivo, faz parte da Linha 2, da Linha 8 e da Linha 9.
Foi inaugurada em 1º de agosto de 1970. Localiza-se no cruzamento da Avenida San Antonio Abad com o Eixo 3 Sur e a Rua Juan A. Mateos. Atende os bairros Vista Alegre, Obrera e Ampliación Asturias, situados na demarcação territorial de Cuauhtémoc. A estação registrou um movimento de 15.664.446 passageiros em 2016.